# Fernando Pugliese
Fernando Pugliese (Provincia de Buenos Aires, 22 de mayo de 1939; Buenos Aires,15 de mayo de 2021) fue un artista plástico, creador del parque temático Tierra Santa, en Buenos Aires, y de numerosas esculturas hiperrealistas ubicadas principalmente en dicha ciudad y otras ciudades del mundo.

“Hago cosas que la gente reconoce al instante. No son creaciones mías ni fantasías, son realidades. Es un arte popular, no quiero ser de elite, para eso están los grandes conocedores”.
Fernando Pugliese

## Biografía
Fue abogado, escultor, escenógrafo, ambientador y director del estudio artístico que llevaba su nombre, un taller de arte en Villa Crespo, de más de 65 años de trayectoria, capacitado en la realización de esculturas hiperrealistas y construcciones artísticas tales como, parques temáticos, ambientaciones, restaurantes, monumentos, bustos de próceres y esculturas de personajes reconocidos, ya sea en tamaño natural o en grandes escalas.
Comenzaba sus obras en arcilla, por partes, a partir de fotos. La mayoría se pasaban luego a fibra de vidrio y masilla epoxi. Luego las pintaba se hacían al bronce o al mármol, según el encargo del interesado.
Una de sus obras más famosas es el sillón con Alberto Olmedo y Javier Portales en Avenida Corrientes, junto a la cual muchos turistas se sacan una foto.
Además de  personajes icónicos de la cultura argentina, también los realizó de internacionales. El que más le emocionó hacer fue la réplica del Papa Francisco, realizada para ser instalada en el patio de la Catedral Metropolitana durante la semana de oración por el Pontífice que organizó en junio pasado la arquidiócesis de Buenos Aires.

## Obras

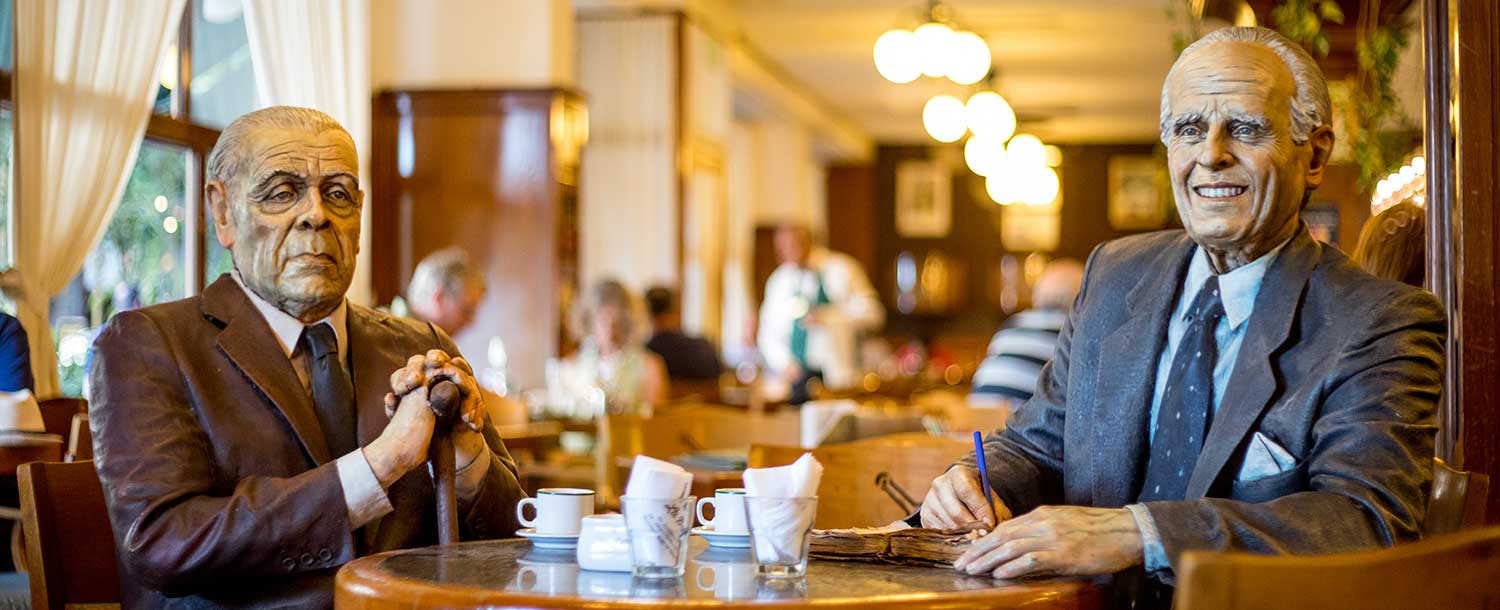
Jorge Luis Borges y Adolfo Bioy Casares en el Bar "La Biela"

La famosa representación de sobre un sillón Alberto Olmedo y Javier Portales, en Avenida Corrientes, esquina Uruguay. 
Entre las obras dedicadas a artistas y compositores, se destacan las de Borges y Bioy Casares tomando café en el bar “La Biela”,Sandro en el Teatro Gran Rex, Luis Alberto Spinetta en la esquina de Roosevelt y Triunvirato en un playón perteneciente a la estación Villa Urquiza del ferrocarril Mitre, "Minguito", Tato Bores, Lionel Messi, Pappo en La Paternal y Carlitos Balá en la pizzería El Imperio, en Chacarita. También artistas como Horacio Guarany, Hernán Figueroa Reyes, Jorge Cafrune, Atahualpa Yupanqui y Mercedes Sosa en la plaza Próspero Molina de la ciudad de Cosquín.
Para un homenaje al exfutbolista Juan Román Riquelme, creó a pedido de la municipalidad de Las Heras, Santa Cruz, una estatua de 1,83 metros (la misma del jugador), que pesa aproximadamente 50 kilos, y recrea el festejo del jugador ante el club River con las manos en las orejas, a lo “Topo Gigio”. Entre otros futbolistas por él representados, se destacan Lionel Messi, Gabriel Batistuta y José Gatica. También las de Diego Maradona y Pelé, que están en el Museo de la Conmebol, y la de Carlos Tévez, situada en un comercio frente a la cancha de Boca.
Entre los artistas internacionales, Axl Rose (cantante de rock de la banda Guns N' Roses) y el personaje de cine Rocky Balboa, que encarnó en la pantalla grande el actor Silvester Stallone.
La réplica del Papa Francisco, realizada para ser instalada en el patio de la Catedral Metropolitana durante la semana de oración por el Pontífice que organizó la arquidiócesis de Buenos Aires.
Facundo Quiroga y Ángel Vicente "El Chacho" Peñaloza en La Rioja.
En Puerto Madero, el monumento al Taxista, realizado en bronce.
A gran escala, realizó el Parque Temático Tierra Santa y el Parque Cura Brochero en Córdoba.